# Luis Eyzaguirre
Luis Armando Eyzaguirre Silva (* 22. června 1939 Santiago de Chile) je bývalý chilský fotbalista. Hrál na pozici pravého obránce, díky rychlosti a technice byl jedním z průkopníků moderního pojetí krajního obránce zapojujícího se do útočných akcí.
Většinu kariéry strávil v mužstvu Club Universidad de Chile, kterému se na přelomu padesátých a šedesátých let říkalo Modrý balet a s nímž pětkrát vyhrál Primera División de Chile: 1959, 1962, 1964, 1965 a 1967. V chilském národním týmu odehrál 39 mezistátních zápasů, byl členem základní sestavy na mistrovství světa ve fotbale 1962, kdy Chilané na domácí půdě získali bronzové medaile. Startoval také na mistrovství světa ve fotbale 1966, kde však Chile skončilo na posledním místě základní skupiny, po tomto neúspěchu reprezentaci opustil. V roce 1963 byl zvolen chilským fotbalistou roku. Trenér Fernando Riera ho nominoval do vybraného týmu světových fotbalistů, který se 23. října 1963 utkal ve Wembley s anglickou reprezentací v rámci oslav stého výročí založení The Football Association a prohrál 1:2. Účast v tomto mužstvu FIFA vynesla Eyzaguirremu u chilských fanoušků přezdívku Fifo.